# Chirat-l'Église

Chirat-l'Église este o comună în departamentul Allier din centrul Franței. În 1 ianuarie 2022 avea o populație de 128 de locuitori.